# Hillman (Michigan)
Hillman – wieś w Stanach Zjednoczonych, w stanie Michigan, w hrabstwie Montmorency.